# Лі Броксхам
Лі Броксхам (англ. Leigh Michael Broxham; 13 січня 1988, Мельбурн, Австралія) — австралійський професійний футбольний гравець. Станом на 2013 грає за Мельбурн Вікторі на позиції опорного півзахисника.

## Титули і досягнення
- Переможець Юнацького чемпіонату ОФК: 2005
- Володар Кубка Австралії (2):

«Мельбурн Вікторі»: 2015, 2021